# Диїпдене (алмаз)
«Диїпдене» (англ. Deepdene) — жовтогарячий алмаз масою 104,52 карата знайдено у копальні «Прем'єр», що у ПАР. Піддано додатковому опроміненню, як наслідок — набув насичений жовтий колір. Став скандально відомим як найбільший у світі опромінений діамант. Місцезнаходження невідоме.